# 関彰商事
関彰商事株式会社（せきしょうしょうじかぶしきがいしゃ、英語: SEKISHO CORPORATION）は、茨城県に本社を置く総合商社である。ガソリンやLPガスなどエネルギー分野を主力とし、茨城県内外でガソリンスタンドの展開などを行っている。事業内容は大きくエネルギー（燃料）、モビリティー（自動車）、ビジネス（設備・人材サービス）、ライフ（生活サポート）に分類される。

## 沿革
1908年（明治41年）に、関彰により関彰商店として下館（現筑西市）で創業した。創業当初は下館から離れた、茨城県および福島県の港にて漁船の燃料の販売を行っていた。
1938年（昭和13年）に株式会社関彰商店に改組し、株式会社化された。
第二次世界大戦後は事業の多角化が進められた。1955年にプロパンガスの販売、1960年に自動車タイヤの販売を開始した。その後、1963年に冷暖房機の販売、1972年に保険代理業、1976年に情報事務機器の販売を開始した。
1966年（昭和41年）に、関彰商事株式会社に社名変更した。2016年（平成28年）から下館・つくば二本社制となっている。

## グループ会社
茨城県内外でグループ会社が26社存在する。主なグループ会社として、セキショウホンダ株式会社（ホンダ車の販売等）、株式会社シュテルンつくば、株式会社ザルツブルグ・モータース、株式会社グランシエルセキショウ（外車販売）、関彰エンジニアリング株式会社（設備工事）、株式会社セキショウキャリアプラス（人材派遣）が挙げられる。

## 近年の新規事業
つくばエクスプレス駅構内でコンビニエンスストアam/pmの運営を行っていたことがあり、2007年11月時点で6店舗を運営していた。
2019年3月につくばみらい市にて複合商業施設SEKISHO Mi・La・Pa（セキショウミラパ）を開設した。ガソリンスタンド、カーディーラー、携帯電話ショップが併設されている。
特別養護老人ホームや保育園の運営を行っている。2020年4月につくば市にてみらいのもり保育園を開設し、保育事業に参入した。
また、日本国外へ進出し、2017年にハノイでセキショウベトナムを設立した。人材サービス事業を展開しており、日系企業を対象にベトナムの理工系高度人材のマッチングを行っている。
2020年4月よりスポーツアドバイザーとして、大岩 剛さん（サッカーU-23日本代表監督）が就任。スポーツ支援や部活動などのサポートを行なっている。